# Leonor Edmunda de Sajonia-Eisenach
Leonor Edmunda Luisa de Sajonia-Eisenach (en alemán, Eleonore Erdmuthe Luise von Sachsen-Eisenach; Friedewald, 13 de abril de 1662-Pretzsch, 9 de septiembre de 1696) fue una princesa alemana miembro de la Casa de Wettin y, a través de sus dos matrimonios, fue margravina de Brandeburgo-Ansbach (de 1681 a 1686) y electora consorte de Sajonia (de 1692 a 1694).

## Biografía
Leonor Edmunda era la hija mayor de Juan Jorge I, duque de Sajonia-Eisenach, y de la condesa Juana de Sayn-Wittgenstein. De sus siete hermanos menores, sólo cuatro sobrevivieron a edad adulta: Federico Augusto, príncipe heredero de Sajonia-Eisenach; Juan Jorge II, duque de Sajonia-Eisenach; Juan Guillermo III, duque de Sajonia-Eisenach; y Federica Isabel (por matrimonio duquesa de Sajonia-Weisselfels).
En Eisenach, el 4 de noviembre de 1681, Leonor contrajo matrimonio en primeras nupcias con el margrave Juan Federico de Brandeburgo-Ansbach como su segunda esposa.
Después de la muerte de su marido el 22 de marzo de 1686, el gobierno de Brandeburgo-Ansbach pasó a su hijastro, Cristián Alberto (el hijo mayor superviviente del primer matrimonio de su marido), quien siendo menor de edad, gobernó bajo una regencia. Como su relación con sus hijastros no fue buena desde el principio, Leonor y sus hijos se mudaron a Crailsheim, donde vivieron en la pobreza; poco después, regresó sola a su natal Eisenach, mientras que sus hijos fueron enviados a Berlín, donde se convirtieron en compañeros del príncipe elector Federico Guillermo de Brandeburgo. En noviembre de 1691, Leonor también viajó a Berlín para participar activamente en las negociaciones de su segundo matrimonio.

### Electora consorte de Sajonia
En Leipzig el 17 de abril de 1692, Leonor se casó en segundas nupcias con el elector Juan Jorge IV y se mudó con sus hijos a Dresde, donde estaba establecida la corte sajona. La boda se llevó a cabo por insistencia del elector Federico III de Brandeburgo, que quiso asegurar una alianza con Sajonia, y de la electora viuda Ana Sofía de Dinamarca, aparentemente para producir herederos legítimos al Electorado de Sajonia pero verdaderamente para acabar con la relación entre su hijo y su amante, Magdalena Sibila "Billa" de Neidschutz.
La unión resultó ser infeliz; Juan Jorge vivió abiertamente con Billa, y esta se convirtió en la primera amante oficial (Favoritin) de un elector de Sajonia; mientras, Leonor fue relegada al Hofe (la residencia oficial del elector). Además, la electora sufrió dos abortos espontáneos durante su matrimonio, en agosto de 1692 y febrero de 1693, y un embarazo psicológico en diciembre de 1693. En marzo de 1693 circularon rumores en la corte sajona de que Leonor no era la esposa legítima de Juan Jorge IV, ya que al momento de su matrimonio, este ya se encontraba casado con Billa. Se había incluso encontrado un documento que confirmaba la conclusión de un contrato de matrimonio entre el elector y su amante, pero Juan Jorge (probablemente temiendo la furia de los Hohenzollern) dijo que no consideraba este contrato como un matrimonio formal, y que había sido hecho solamente para el propósito de legitimar su descendencia con Billa. No obstante, durante su matrimonio, Juan Jorge IV desesperadamente quiso legitimar la relación con su amante e intentó deshacerse de su esposa y de los hijos de esta; temiendo por su vida y la de sus hijos, Leonor abandonó el Hofe y se trasladó a Pretzsch. Durante este tiempo, Leonor confió en el diplomático inglés George Stepney, quien escribió extensamente sobre ella y la corte sajona.

### Últimos años
Juan Jorge IV murió el 27 de abril de 1694 de viruela después de ser contagiado por una moribunda Billa. El nuevo elector, Federico Augusto I, permitió que la electora viuda y sus hijos permanecieran en Pretzsch, donde  vivieron hasta la muerte de Leonor dos años más tarde, el 9 de septiembre de 1696. Fue enterrada en la Catedral de Freiberg.
Después de su muerte, los hijos de Leonor regresaron a Ansbach, a la corte de su medio hermano, Jorge Federico II, quien se convirtió en el nuevo margrave de Brandeburgo-Ansbach después de la muerte de Cristián Alberto en 1692. Jorge Federico II, así como su predecesor, era un menor de edad y gobernaba bajo una regencia que tuvo poco interés en la educación de los niños. Guillermo Federico permaneció en Ansbach y en 1703, después de la muerte de su hermano, heredó el Margraviato; Carolina se trasladó a Berlín, al Palacio de Charlottenburg, bajo el cuidado del elector Federico III de Brandeburgo, y de su esposa, Sofía Carlota de Hanover, que era amiga de Leonor.

## Descendencia
Leonor tuvo tres hijos de su primer matrimonio:
- Guillermina Carlota Carolina (1 de marzo de 1683-20 de noviembre de 1737), desposó al rey Jorge II de Gran Bretaña, con descendencia.[14][15][16]
- Federico Augusto (3 de enero de 1685-30 de enero de 1685), falleció en la infancia.
- Guillermo Federico (8 de enero de 1686-7 de enero de 1723), desposó a Cristiana Carlota, hija del duque Federico Carlos de Wurtemberg-Winnental, y tuvo descendencia.